# Пергамская война
Пергамская война или Восстание Аристоника — война Рима против Пергамского царства, шедшая в 131—129 годы до н. э. Закончилась победой Рима и превращением Пергама в римскую провинцию.

## Предыстория
В 133 до н. э. умер пергамский царь Аттал III (по официальной версии — от солнечного удара). После этого в Риме появился пергамец Эвдем, сообщивший сенату, что умерший своим завещанием передал всё своё царство римскому народу. Однако в самом Пергамском царстве сразу же начали распространяться слухи, что подлинное завещание Аттала было подменено римлянами. Содержание этого завещания, о котором почти ничего не известно, представляет собой некую загадку, поскольку в сообщениях античных авторов содержится немало противоречий. Саллюстий сообщает, что царь Понта Митридат впоследствии обвинял римлян в том, что они подменили завещание и преступно завладели Пергамским царством. Древние историки, включая римских, не сообщают вообще ничего конкретного о содержании завещания или же дают только очень общее сообщение. Однако для римских авторов, обычно очень точных и аккуратных во всем касающемся юридических вопросов, крайне странно не знать ни времени, ни места составления завещания, ни формы составления, ни свидетелей, его удостоверявших. Источники, в которых о воле Аттала говорится несколько подробнее, обращают внимание на то, что в завещании делалось различие между собственностью царя (его казной, поместьями, землями) и городами царства. В декрете Пергама 133 года до н. э. определенно говорится, что монарх «оставил отечество наше свободным», то есть освобождённым от контроля царского должностного лица, от налогов. Косвенным подтверждением этого является также то обстоятельство, что города в массе своей не поддержали Аристоника, опасаясь, видимо, лишиться предоставленных им по завещанию льгот. Ввиду этого ряд современных историков полагает, что Аттал III завещал Риму лишь собственные царские владения, а городам даровал свободу.
После этих событий претендентом на пергамский престол выступил единокровный брат умершего Аристоник. Он принял тронное имя Эвмен III и начал войну с городами, не признавшими его власти. Народ стал на сторону Аристоника, признав его царем, частью добровольно, частью вынужденный к этому силой. Многие греческие города на западном побережье приняли его сторону. В результате, каково бы ни было завещание покойного царя, было ли завещано Пергамское царство Риму или нет, римским легионам пришлось завоевывать его в тяжёлых боях.

## Ход военных действий
Аристоник, опираясь на недовольные элементы, заявил о своих правах на престол и захватил власть в прибрежном городке Левке (между Смирной и Фокеей). Вначале его действия были весьма успешными:

Когда Аристоник нанес ряд поражений городам, которые из страха перед римлянами не хотели перейти на его сторону, он, казалось, стал уже законным царем Азии
Однако, несмотря на удачное начало войны на суше, эскадра Аристоника потерпела поражение в морском сражении при Киме от союзного римско-эфесского флота. После этой неудачи, как сообщает Страбон, Аристоник был вынужден отступить внутрь Малой Азии и стал действовать во внутренних областях страны, где в том числе благодаря объявленной им отмене рабства «быстро собрал толпы бедняков и рабов, привлечённых обещанием свободы». Этих людей Аристоник называл «гелиополитами», то есть гражданами Города Солнца. Вскоре Аристоник захватил Фиатиры, Аполлониду и ряд других крепостей. В союзе с ним выступили и горные жители Мизии, а по ту сторону пролива — фракийцы, единоплеменники которых часто встречались среди малоазийских рабов.
Таким образом, после поражения в морском сражении при Киме Аристоник резко изменил тактику своих действий. Некоторые историки считают, что здесь сказалось влияние как раз в это время бежавшего из Рима к Аристонику философа-стоика и политика-демократа Гая Блоссия из Кум, известного друга и советчика убитого социального реформатора Тиберия Гракха.
Как бы то ни было, Аристоник, собрав около себя обедневшее население, жаждавшее грабежа и добычи, а также с помощью фракийских наемников сумел завладеть почти всем царством своих предков. Однако ему не удалось взять ряд приморских городов, включая саму столицу царства город Пергам, граждане которых сразу же приняли проримскую ориентацию.
Встревоженный таким развитием событий Рим в 131 году до н. э. отправил в Азию сильную армию во главе с консулом Публием Лицинием Крассом, который высадился в пергамской гавани Элее. Его сопровождали вспомогательные войска союзных царей — Ариарата V Каппадокийского, Митридата Эвергета Понтийского, Пилимена Пафлагонийского и Никомеда II Вифинского. В ответ Аристоник стянул все свои силы и около крепости Левки (Leucae) полностью разбил римлян и их союзников, причём погиб сам римский консул вместе с царем Ариаратом V:

Посланный против него Публий Лициний Красс получил неограниченную помощь от царей. <…> Однако Красс был побежден и убит в сражении. Его голову доставили Аристонику, а тело погребли в Смирне
После поражения и гибели Красса в Азию спешно прибыл со свежими силами преемник последнего консул Перперна. Он в нескольких сражениях разбил Аристоника и запер его в карийской крепости Стратоникее. После долгой осады крепость в 130 до н. э. была взята измором, и Аристоник попал в плен. Его вместе с сокровищами Атталидов отправили в Рим, где по приказанию сената он был задушен в тюрьме.

…Перперна, римский консул, который прибыл на смену Крассу, поспешил в Азию, услышав о [превратностях] судьбы на этой войне, и победил Аристоника в сражении близ города Стратоникея, куда он бежал, и с помощью голода вынудил его сдаться. По постановлению сената Рима Аристоник был задушен в тюрьме. Но триумф над ним не состоялся, так как Перперна скончался у Пергама на обратном пути в Рим
Остатки восстания после гибели Аристоника после тяжёлых боев в Карии и Мизии были окончательно подавлены консулом 129 г. до н. э. Манием Аквилием. Соратник Аристоника Блоссий не смог пережить разгрома восстания и покончил с собой.

## Последствия
После одержанной победы Аквилий вернулся в Рим, где он 11 ноября 126 года до н. э. отпраздновал триумф, причём в почётном шествии за ним шёл Аристоник, сразу после этого казнённый. Аквилий оставался в Пергаме до 126 года до н. э. с полномочиями проконсула. Важнейшими его задачами стали организация новой римской провинции на территории бывшего Пергамского царства и определение её границ. Совместно со специальной сенатской комиссией, состоявшей из десяти легатов, на большей части территории завоеванного царства он создал новую римскую провинцию, а часть её бывших земель передал другим римским провинциям и союзным царствам, оказавшим помощь римлянам в войне с Аристоником. Аквилий передал владения пергамских царей во Фракии и Херсонес провинции Македония, Андрос и Эгину — провинции Ахайя, а ряд территорий на востоке — местным монархам, которые в своё время прислали военные контингенты для борьбы с Аристоником. Сыновья каппадокийского царя Ариарата V получили Ликаонию, а Фригия была разделена между царями Понта и Вифинии, причём наиболее обширная часть разделённых территорий — Великая Фригия — досталась Понту. Однако впоследствии Гай Гракх добился признания передачи Великой Фригии Митридату неправомерной, обвинив Аквилия в том, что он сделал это за взятку.